# Ryszard Kalisz
Ryszard Roman Kalisz (ur. 26 lutego 1957 w Warszawie) – polski prawnik i polityk, adwokat. Poseł na Sejm IV, V, VI i VII kadencji, w latach 1998–2000 pełniący obowiązki szefa Kancelarii Prezydenta RP, w latach 2004–2005 minister spraw wewnętrznych i administracji, od 2024 członek Państwowej Komisji Wyborczej.

## Życiorys
Syn Andrzeja i Izabelli; jego ojciec był adwokatem.
W 1978 wstąpił do Polskiej Zjednoczonej Partii Robotniczej, wcześniej działał w Socjalistycznym Związku Studentów Polskich, w którym pełnił funkcję wiceprzewodniczącego głównej komisji rewizyjnej. W 1980 ukończył studia na Wydziale Prawa i Administracji Uniwersytetu Warszawskiego, odbył aplikację sądową (1981–1983), a następnie adwokacką (1984–1987). Przebywał także na stażu w Zurychu (1985). W 1987 zaczął praktykować jako adwokat.
W 1990 przystąpił do Socjaldemokracji Rzeczypospolitej Polskiej. Od 1993 do 1996 był zastępcą przewodniczącego Trybunału Stanu, następnie przedstawicielem prezydenta w Komisji Konstytucyjnej Zgromadzenia Narodowego. W latach 1997–2000 pełnił funkcję sekretarza stanu w Kancelarii Prezydenta RP, od 1998 do 2000 był p.o. szefa KPRP. W 2000 kierował kampanią wyborczą ubiegającego się o reelekcję Aleksandra Kwaśniewskiego. Od 2000 zasiadał w Radzie Bezpieczeństwa Narodowego.
W 1999 należał do grona założycieli partii Sojusz Lewicy Demokratycznej, został także wybrany do zarządu krajowego. W wyborach w 2001 po raz pierwszy uzyskał mandat poselski z okręgu warszawskiego. Objął funkcję przewodniczącego Komisji Ustawodawczej. Przewodniczył także Polsko-Niemieckiej Grupie Parlamentarnej, a w 2003 był krótko członkiem komisji śledczej do zbadania tzw. afery Rywina (zastąpiła go w komisji Anita Błochowiak).
Był obserwatorem w Parlamencie Europejskim V kadencji, a 1 maja 2004 formalnie wykonywał mandat eurodeputowanego. Następnego dnia został powołany na stanowisko ministra spraw wewnętrznych i administracji w rządzie Marka Belki. W maju 2005 podał się do dymisji m.in. w związku z informacjami prasowymi na temat rzekomych powiązań oficerów Komendy Głównej Policji z mafią. Dymisja nie została przyjęta przez premiera Marka Belkę.
Był członkiem komitetu wyborczego Włodzimierza Cimoszewicza w wyborach prezydenckich w 2005. W wyborach parlamentarnych w 2005 ponownie został wybrany z ramienia Sojuszu Lewicy Demokratycznej (zdobywając największą liczbę głosów spośród wszystkich kandydatów SLD).
Pod koniec listopada 2005 prezydent Aleksander Kwaśniewski wszczął procedurę o ułaskawienie w stosunku do Ryszarda Kalisza, który został uznany winnym pomówienia. Proces karny dotyczył jego wypowiedzi związanej z zajściami na wiecu wyborczym Aleksandra Kwaśniewskiego w 2000 w Białymstoku. Radny Jacek Żalek uznał, że Ryszard Kalisz naruszył jego dobre imię, pomawiając go o zorganizowanie i kierowanie uzbrojoną w noże i gazy obezwładniające grupą mężczyzn zakłócających wiec Aleksandra Kwaśniewskiego. Postępowanie w sprawie z prywatnego oskarżenia Jacka Żalka przeciwko Ryszardowi Kaliszowi zostało warunkowo umorzone w październiku 2005, orzeczono też zadośćuczynienie.
W wyborach parlamentarnych w 2007 po raz trzeci uzyskał mandat poselski, kandydując z listy koalicji Lewica i Demokraci i otrzymując 37 623 głosy. 11 stycznia 2008 został wybrany na przewodniczącego Komisji śledczej do zbadania okoliczności śmierci Barbary Blidy (funkcjonującej do sierpnia 2011). 22 kwietnia 2008 zasiadł w klubie Lewica (we wrześniu 2010 przemianowanym na klub SLD). Od czerwca tego samego roku zasiadał w zarządzie krajowym SLD. Utracił tę funkcję w październiku 2010, nie uzyskując wotum zaufania na partyjnej konwencji. W wyborach parlamentarnych w 2011 po raz czwarty uzyskał mandat posła, kandydując z 1. miejsca listy okręgowej SLD i zdobywając w okręgu Warszawa I 53 451 głosów, co stanowiło 5,25% głosów oddanych w tym okręgu.
Ubiegał się o funkcję przewodniczącego klubu poselskiego SLD, przegrywając z Leszkiem Millerem. W 2012 powrócił w skład zarządu krajowego partii. Z powodu kontaktów z ruchem Europa Plus (związanym z Aleksandrem Kwaśniewskim i Ruchem Palikota) w marcu 2013 został zawieszony w prawach członka SLD, a w kwietniu tego samego roku wykluczony z partii. Zrezygnował z członkostwa w klubie poselskim SLD, a następnie stanął na czele powołanego przez siebie stowarzyszenia Dom Wszystkich Polska, współpracującego z Europą Plus. Został także członkiem rady programowej fundacji zielonej polityki Zielony Instytut.
W wyborach do Parlamentu Europejskiego w 2014 Ryszard Kalisz kandydował z listy Europy Plus w okręgu warszawskim, jednak koalicja nie uzyskała mandatów i po wyborach przestała istnieć. Zapowiadał powołanie partii na bazie DWP, do czego ostatecznie nie doszło. W wyborach samorządowych w 2014 jego ugrupowanie uczestniczyło w koalicji SLD Lewica Razem. W 2015 Ryszard Kalisz nie kandydował w kolejnych wyborach parlamentarnych. W grudniu 2023 z rekomendacji KP Lewicy Sejm X kadencji wybrał go w skład Państwowej Komisji Wyborczej. Prezydent Andrzej Duda powołał go na tę funkcję w marcu 2024.

## Życie prywatne
Był żonaty z Anną Żur-Kalisz; małżeństwo zakończyło się rozwodem. W 2015 zawarł związek małżeński z Dominiką Lis. Ma dwóch synów: Ignacego i Fryderyka.

## Publikacje
- Z prawa na lewo (współautor Krzysztof Kotowski), Wydawnictwo Buchmann, Warszawa 2012, ISBN 978-83-7670-588-0.
- Ryszard i kobiety, G+J Gruner + Jahr Polska, Warszawa 2013, ISBN 978-83-7778-324-5.
- Ryszard i Polska. Dlaczego jest, jak jest, Edipresse Książki, Warszawa 2016, ISBN 978-83-7945-273-6.

## Odznaczenia
- Order Zasługi Republiki Włoskiej I klasy (2000)[26]
- Złoty Krzyż Zasługi (1997)[27]
- Srebrny Medal „Zasłużony Kulturze Gloria Artis” (2005)[28]

## Odwołania w kulturze
Do postaci Ryszarda Kalisza odwołała się Dorota Masłowska w piosence „Ryszard” z płyty Społeczeństwo jest niemiłe z 2014.